# Lorica hamata

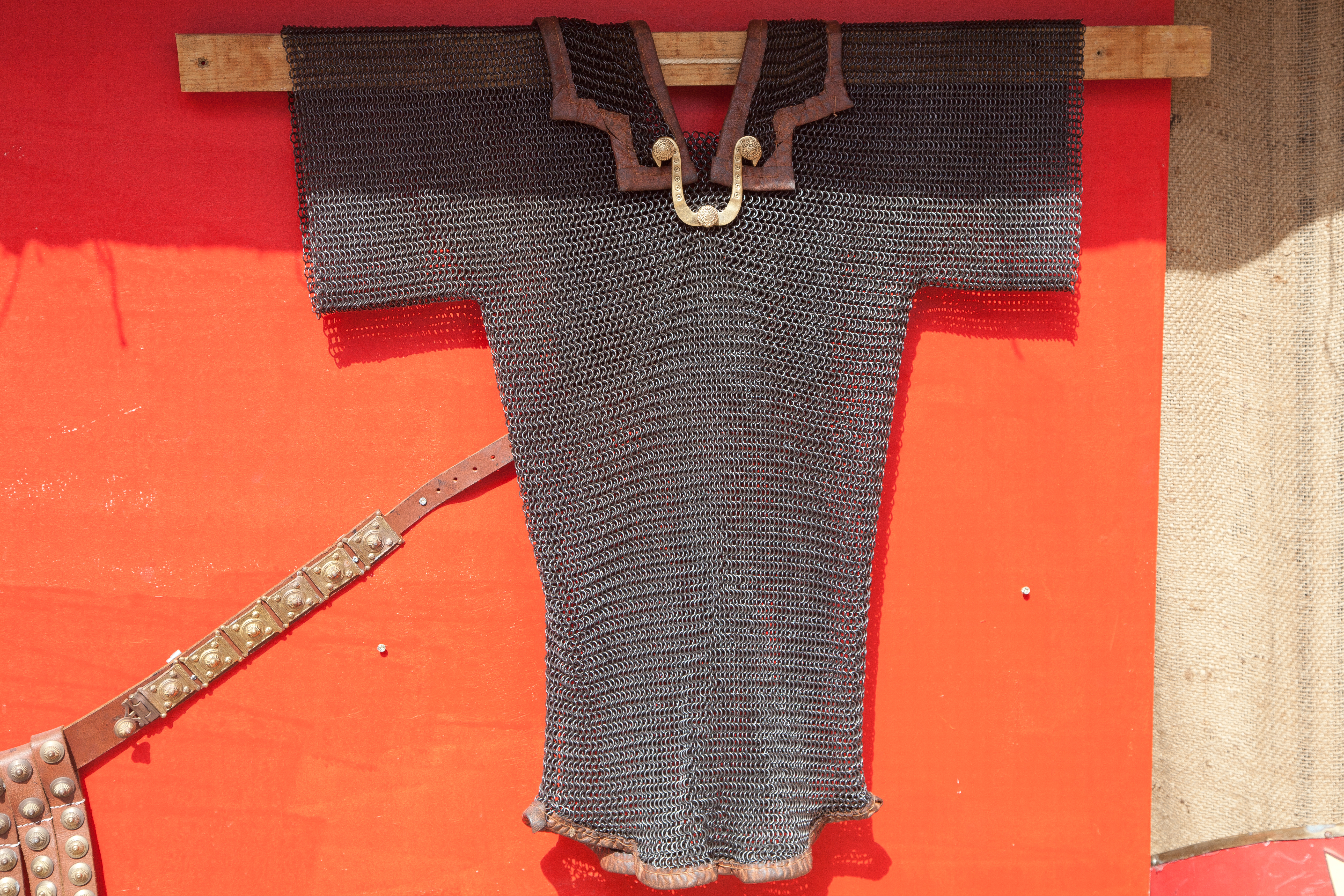
Lorica hamata

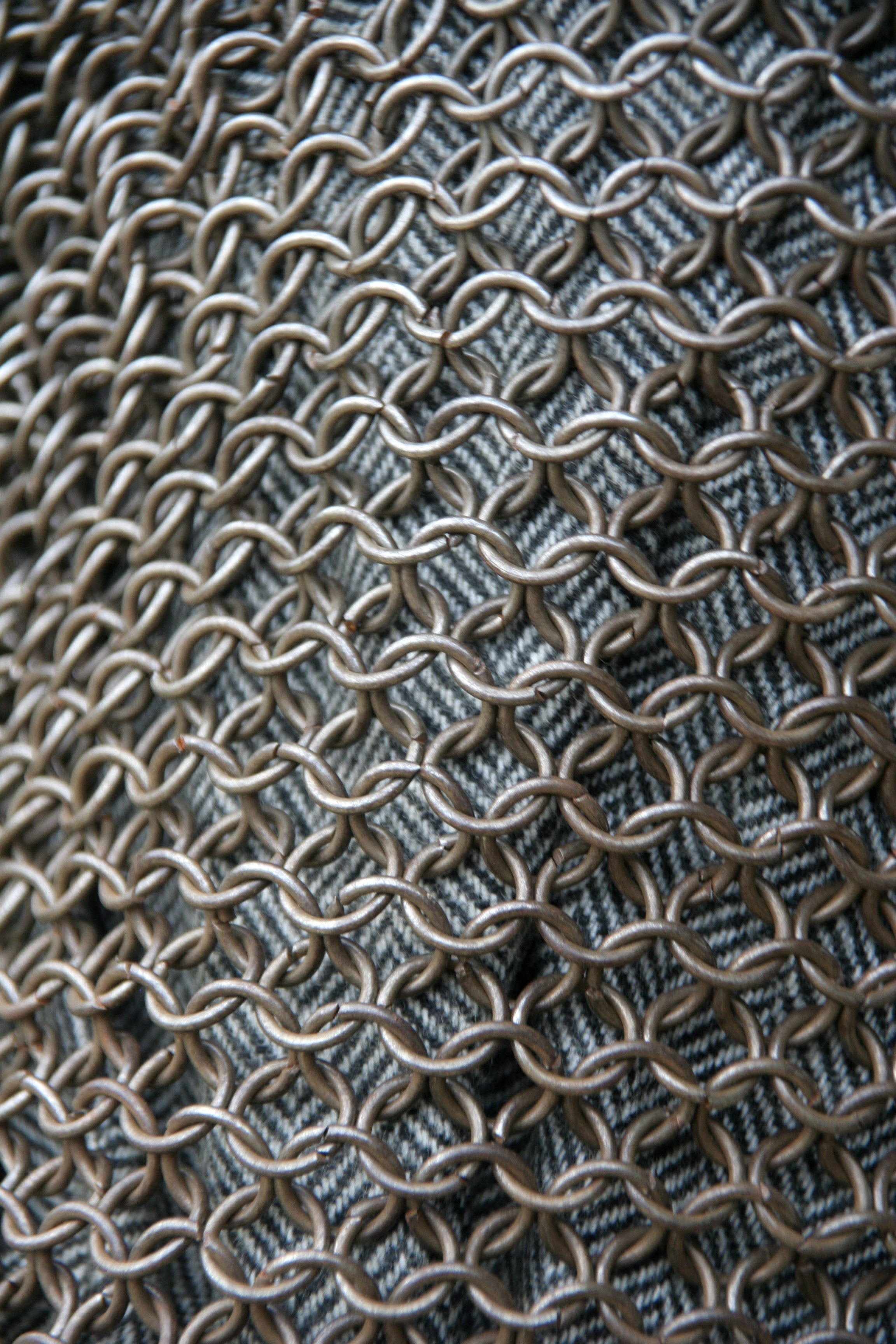
Detail

Een lorica hamata is een maliënkolder die door de Romeinse miles werd gedragen vanaf de republikeinse tijd en is waarschijnlijk een Keltische uitvinding. De lorica hamata is gemaakt van stalen ringen met een diameter van ongeveer 7 mm en biedt een goede bescherming, terwijl de bewegingsvrijheid nauwelijks wordt beperkt. Er zijn diverse typen bekend, voor diverse doeleinden.
In het begin van de 1e eeuw n.Chr. werd dit borstharnas in de legioenen vervangen door de lorica segmentata, die niet alleen makkelijker te produceren en te onderhouden was, maar voor de zware infanterie ook een betere bescherming biedt. De maliënkolder bleef tot in de late 3e eeuw n.Chr. de bepantsering van de auxilia, de hulptroepen van het Romeinse leger. Na die tijd werd de maliënkolder weer het algemene pantser van het Laat-Romeinse leger, maar dan in een zwaardere uitvoering met lange mouwen en een lengte tot boven de knie.
Functioneel: 
De lorica hamata diende vooral om een slag of houw beweging te dempen. Een steekbeweging zou de ringen doen opengaan. De ringen alleen kunnen nooit een slag of stoot tegenhouden. Daarom werd er een subarmalis onder het harnas gedragen. Dit werd samengesteld uit verschillende lagen linnen en/of vilt. Waarschijnlijk waren er ook gewatteerde, met schapenvacht en dergelijke. Bovenop het harnas waar zich de schouders bevinden, werd vaak een extra laag maliën aangebracht om slagen op te vangen.    